# Wandanpuro
Wandanpuro is een bestuurslaag in het regentschap Malang van de provincie Oost-Java, Indonesië. Wandanpuro telt 6961 inwoners (volkstelling 2010).